# 异性恋恐惧
异性恋恐惧指对异性恋人士、异性恋行为或相关表征的鄙视或排斥。这一术语在1990年代确立了当前的含义，但直到1998年，它才在Daphne Patai的著作（异性恋恐惧症：性骚扰与女权主义的未来）中首次作为书名出现。
一些反同团体会将“异性恋恐惧”作为口号使用，以此将LGBT群体争取法律平等的诉求描述为针对异性恋者的行为。目前并无证据显示异性恋者因所谓的“异性恋恐惧”而在基本权利方面受到任何限制。

## 語源學
Hetero-是希臘语字根，意思是＂不同＂。-phobia的意思是＂恐懼＂。學者Daphne Patai在她的《異性恐懼症：性騷擾與女權運動未來》（Heterophobia: Sexual Harassment and the Future of Feminism）一书中使用過。

## 對異性別霸權與恐同的反轉
在《恐同辭典》條目〈異恐症〉中，讓-路易·讓內勒否認「異恐症」為真正概念，並將其視為恐同者用以「合理化」自身恐同的話語策略。他指出，少數同性戀者會在文化上使用反轉的異性別霸權符號，建立「平行宇宙」想像，將異性戀邊緣化；某些異性戀者由此感覺成為「異恐症」受害者。

## 政治挪用
路易-喬治·坦指出，在美國（以及程度較低的法國），保守派與福音派人士愈發將「異恐症」作為論述武器，指稱同性婚姻等同性戀權益訴求威脅社會秩序，甚至是對異性戀者的「侵害」。